# Howe (Teksas)
Howe – miasto w Stanach Zjednoczonych, w stanie Teksas, w hrabstwie Grayson.